# Vereinigte Patrioten
Vereinigte Patrioten (bulgarisch Обединени патриоти Obedineni Patrioti, kurz ОП/OP) war ein nationalistisches Wahlbündnis in Bulgarien. Ihm gehörten vor allem die politischen Parteien IMRO – Bulgarische Nationale Bewegung, Nationale Front für die Rettung Bulgariens (NFSB) und Ataka an. Die VP waren Nachfolger des Wahlbündnisses Patriotische Front aus NFSB und IMRO bei der Parlamentswahl 2014. Die VP waren als Koalitionspartner an der Regierung Borissow III (2017–2021) beteiligt und stellen eigene Minister.

## Geschichte
Die Koalition wurde am 28. Juli 2016 gegründet, um Krassimir Karakatschanow, Vorsitzender der IMRO, als gemeinsamen Präsidentschaftskandidaten aufzustellen. Karakatschanow erhielt bei der Wahl 2016 14,97 % und damit am drittmeisten Stimmen.
Bei der Parlamentswahl 2017 trat die VP unter Beteiligung zweier kleinerer Parteien an. Umfragen sahen das Bündnis bei etwa 10 % und damit etwas unter dem addierten Ergebnis von Ataka und der Patriotischen Front bei der Wahl 2014. Das Endergebnis der Wahl betrug 9,07 %, dabei erhielt IMRO 12 Sitze, NFSB 9 Sitze und Ataka 6 Sitze.
Mitglieder der VP gerieten mehrfach in die Schlagzeilen, wegen volksverhetzender Taten. So musste Karakatschanow 2017 seinen Sitz als Verteidigungsminister kurz nach Antritt räumen, weil bekannt geworden war, dass er einen Hitlergruß vor einem Wehrmachtspanzer getätigt hatte.
Ende Juli 2019 kam es zum Bruch in der Koalition, nachdem zunächst Wolen Siderow, Dessislaw Tschukolow und Pawel Schopow und anschließend die ganze Partei ATAKA ausgeschlossen wurde.
| Jahr | Wahl                 | Gestimmt | %     | Ergebnis                     |
| ---- | -------------------- | -------- | ----- | ---------------------------- |
| 2016 | Präsidentschaftswahl | 573.016  | 14,97 | 3. Platz in der ersten Runde |
| 2017 | Parlamentswahl       | 318.513  | 9,07  | 27/240                       |